# Extremskifahren

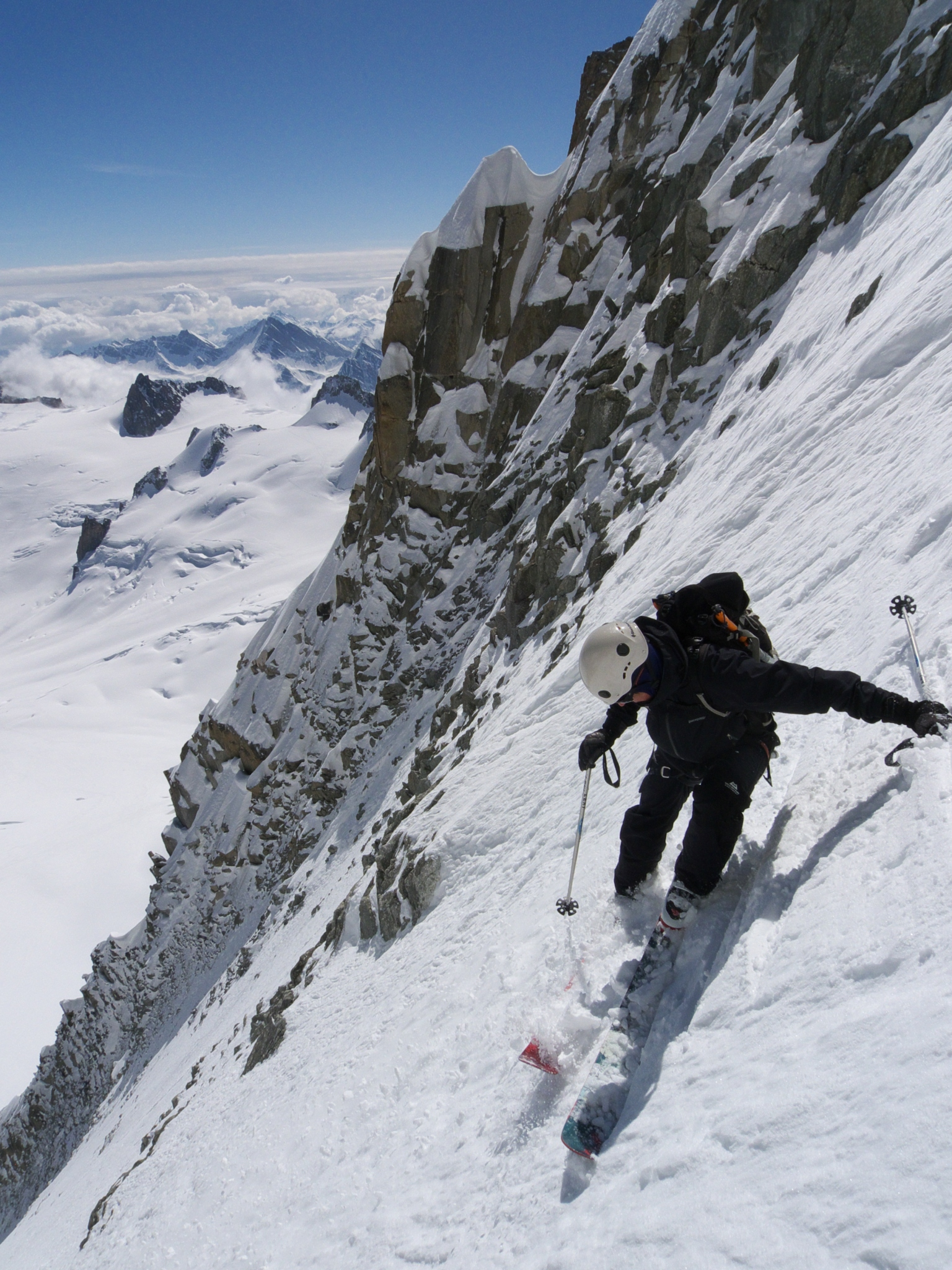
Extremskifahrer an einer Steilwand des Mont Blanc du Tacul

Extremskifahren ist das Skifahren in extrem steilem oder unwegsamem Gelände und stellt eine besondere Form des Freeride dar. Ein Extremskifahrer steigt in der Regel bis auf den Berggipfel eines Berges auf oder fliegt mit dem Helikopter auf den Berg (Heliskiing) und fährt dann über Tiefschneefelder und durch Eisrinnen (Couloirs) ab. Dabei muss er unter Umständen Sprünge über Felsen, Wechten, Überhänge und fast senkrechte Abhänge überwinden und Felsbrocken und Vegetation ausweichen.
Der Extremskifahrer bewegt sich abseits der markierten und kontrollierten Skipisten im hochalpinen Gebiet. Dort kann er von Lawinen verschüttet werden, bei Stürzen auf Felsen aufprallen, über ungesicherte Felskanten abstürzen oder sich an für den Bergrettungsdienst unzugänglichen Stellen schwer verletzen. Extremskifahrer tragen deshalb einen Sporthelm und Protektoren.
Auch in dieser Disziplin gibt es Wettkämpfe, bei denen die Punktwertungen u. a. nach dem Schwierigkeitsgrad der gewählten Strecke gegeben werden. 
In den Europäischen Alpen werden vor allem Orte wie Chamonix, La Grave und Alagna Valsesia mit dem Extremskifahren verbunden.